# Gérard Benhamou (homme politique)
Pour les articles homonymes, voir Gérard Benhamou et Benhamou.
Gérard Benhamou, né le 9 décembre 1947 à Nancy (Meurthe-et-Moselle), est un homme politique français.

## Biographie
Gérard Benhamou, né le 9 décembre 1947 à Nancy (Meurthe-et-Moselle), est un chirurgien-dentiste, adjoint au maire délégué aux affaires culturelles entre 1983 et 1995.
Comme homme politique, il est député au parlement européen (1987-1989), conseiller régional de Lorraine (élu en 1988), Chargé d'enseignement à l'Université Paris-IX (nommé en 1991) et membre du Conseil économique et social (en 1994).
Il adhère au parti radical et siège avec le Groupe du Parti européen des libéraux, démocrates et réformateurs.
Le 20 novembre 2002, il devient président délégué du bureau de l'Union des Républicains Radicaux (U2R) en soutien de Jean-Pierre Chevènement.

## Décoration
- Chevalier de l'ordre des Arts et des Lettres (1987)[7]

## Détail des fonctions et des mandats
Mandat parlementaire
- 9 septembre 1987 - 24 juillet 1989 : Député européen en remplacement de Nicole Chouraqui décédée[8].

## Publications
- "La performance: réflexion préalable à l'action politique : proposition au nom de la nouvelle radicalité", 121 p, 1987[9].
- "Le fait régional et l'Union européenne : mémento pratique à l'usage des Radicaux", 31 p, 1994[10].
- Stéphane Baumont, Gérard Benhamou, Précis pour les indécis  – Et maintenant, quelle deuxième Europe voulez-vous ?, In Texte, Avril 2005.
- Stéphane Baumont, Gérard Benhamou, Alexandre Dorna, "Le parti centriste sera radical", Libération, le 22 mai 2007.